# Luis Garrido Medina
Luis Joaquín Garrido Medina (13 de enero de 1950) es un sociólogo y demógrafo español. Es Catedrático de sociología en la Universidad Nacional de Educación a Distancia.

## Datos biográficos y académicos
Luis Joaquín Garrido Medina es Licenciado en Ciencias Políticas y Sociológía por la Universidad Complutense (1979) y doctor en Ciencias Políticas y Sociología por la misma universidad (1988). Es director del Centro de Estructuras Sociales Comparadas (CESC) y del Departamento de Sociología II (Estructura Social).

## Investigaciones
Garrido Medina dirige o mantiene las siguientes líneas de investigación: Análisis de estructuras sociales (locales, regionales y nacionales), Mercado de trabajo y estructura ocupacional, estado de bienestar y análisis de políticas públicas, Sociología y demografía de la familia, Situación social, laboral y familiar de la mujer y Desigualdad e integración social.
El ámbito interdisciplinar de investigación del Centro de Estructuras Sociales Comparadas incluye diferentes ciencias sociales; desarrolla los métodos estadísticos que permiten describir, explicar y simular la dinámica social. Los modelos alcanzan a todo el comportamiento humano -ya sea individual o colectivo-.
Algunos de los proyectos de investigación en los que participado son los siguientes: Demografía generacional de la ocupación y de la formación: el futuro de la jubilación en España, Premio de Investigación del Consejo Económico y Social 2002; Determinantes de la baja fecundidad en el sur de Europa: España e Italia; Las políticas de reforma de los sistemas de pensiones Europeos: problemas comunes, objetivos semejantes y respuestas variadas; Estado de Bienestar y dependencia: Gasto público y formación de familias; Emparejamiento y fecundidad en la Comunidad de Madrid.

## Publicaciones de Luis Garrido
Luis Joaquín Garrido Medina ha publicado numerosos artículos y capítulos de libros. Algunos de ellos pueden consultarse en Dialnet. 
Artículos
Algunos de los artículos de Garrido Medina que pueden consultarse a texto completo en línea son los siguientes:
- 2008 - Sobre la desventaja educativa de los inmigrantes
- 2004 - Demografía longitudinal de la ocupación, Información Comercial Española, ICE; Revista de economía, ISSN 0019-977X, N.º 815, págs. 105-142.
- 1996 - Paro juvenil o desigualdad, Desigualdad y Clases Sociales,  Reis: Revista española de investigaciones sociológicas, ISSN 0210-5233, N.º 75, , págs. 235-268.

Capítulos de libros
- 1996 - La revolución reproductiva capítulo del libro Salud, dinero y amor, Cecilia Castaño Collado (coord.), Santiago Palacios (coord.), Alianza, 1996, págs. 205-238.

Libros
- 1992 - Las dos Biografías de la Mujer en España, Instituto de la Mujer. Ministerio de Asuntos Sociales, Madrid.
- 1991 - Prospectiva de las ocupaciones y la formación en la España de los noventa, Instituto de Estudios y Análisis Económicos (Ministerio de Economía y Hacienda), Madrid.